# Герасимчук Валентина Григорівна
Герасимчук Валентина Григорівна (27 червня 1942 c. Миролюбівка Житомирського району Житомирської області — 23 травня 2010) — педагог, краєзнавець.

## Життєпис
Із сім'ї службовців. В 1956 р. закінчила Миролюбівську школу, в 1959 р. — Коднянську СШ (Житомирський район), в 1961 р. — Житомирський технікум культурно-освітніх працівників, в 1970 р. — Луцький педагогічний інститут.
Трудовий шлях розпочала в Малятинській школі, де працювала до останнього часу. Обіймала посади старшої піонервожатої, вчителя історії (1961-69 pp.), організатора позакласної і позашкільної виховної роботи (1969-74 pp.). У 1974-76 pp. — заступник директора з позакласної і позашкільної виховної роботи та вчитель історії Тучинської СШ. У 1976 р. повернулась у Малятинську СШ, де обіймала аналогічні посади протягом дев'яти років. З 1985 р. — вчитель історії цієї школи.
Пошуковою роботою займається з 1962 p., коли очолила шкільний історико-краєзнавчий гурток. Опікувалася діяльністю клубу інтернаціональної дружби, музейною справою, результатом чого стало створення при навчальному закладі чотирьох музеїв, в тому числі с. Малятина (1960-70-ті pp.). З 2000 р. співпрацює з Гощанською районною газетою, зокрема зі сторінкою «Краєзнавець», де часто друкувалася.
Цього ж року активізувала роботу шкільного історико-краєзнавчого гуртка «Літописець», залучивши його членів до участі у всеукраїнських історико-географічних та туристсько-краєзнавчих експедиціях «Сто чудес України» (досліджувалися Гощанський парк і Липківський монастир, 2002-03 pp.) та «Краса і біль України» (напрями — «Свята спадщина», «З попелу забуття», 2000-07 pp.). Член Національної спілки краєзнавців України з 2001 р. Брала активну участь у громадській діяльності: тричі обиралась депутатом Малятинської сільської ради, з 2000 р. — голова жіночої ради цієї сільради.
Нагороджена знаком «Відмінник народної освіти УРСР» (1972) та орденом Дружби народів (1981). Має Почесну грамоту ЦК ЛКСМУ (1968), Почесну грамоту Міністерства освіти УРСР і ЦК ЛКСМУ (1970), Почесну грамоту Міністерства освіти УРСР (1978), Подяку Президента України (1999), диплом Рівненської облдержадміністрації «Жінка 2000 року» (2001), численні подяки районної ради і райдержадміністрації, почесні грамоти і відзнаки Рівненської облдержадміністрації та Рівненської обласної ради (2000—2010).

## Фотографії з історико-краєзнавчого музею, створеного В. Г. Герасимчук

## В рідній школі

## До 75-річчя з дня народження (стаття в газеті Рідний Край)

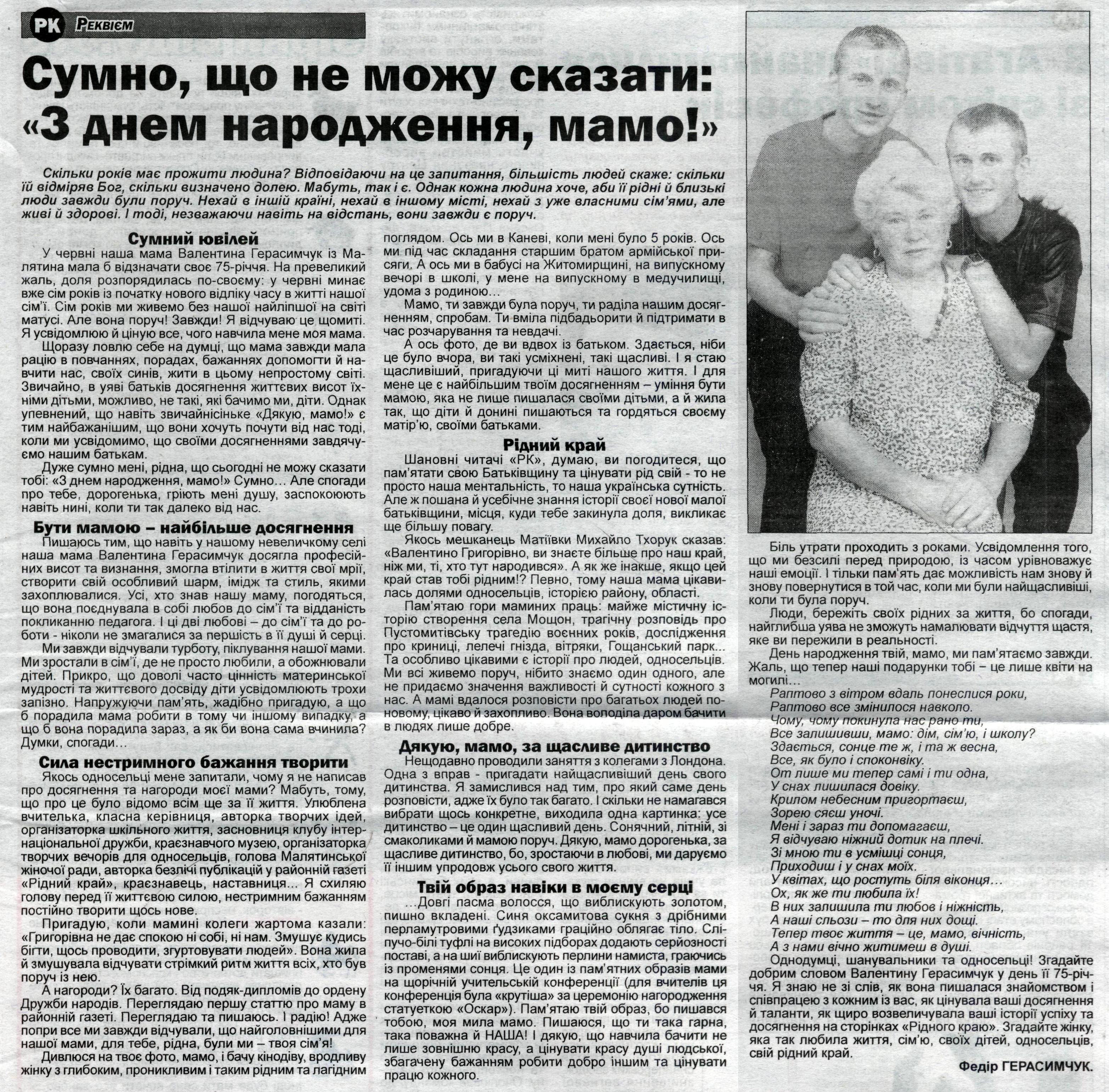